# 산도미에시군

시비엥토크시스키에주 지도에 표시된 산도미에시군의 위치

산도미에시군(폴란드어: powiat sandomierski)은 폴란드 시비엥토크시스키에주에 위치한 군으로 군청 소재지는 산도미에시이며 면적은 675.89km2, 인구는 77,352명(2019년 기준), 인구 밀도는 110명/km2이다.
북동쪽으로는 루블린주 크라시니크군, 동쪽으로는 포트카르파츠키에주 스탈로바볼라군, 남쪽으로는 타르노브제크시, 타르노브제크군, 서쪽으로는 스타슈프군, 오파투프군과 접한다. 9개 지방 자치체(1개 도시, 2개 도시형 농촌, 6개 농촌)를 관할한다.

군기
군 문장